# クラポンヌ運河

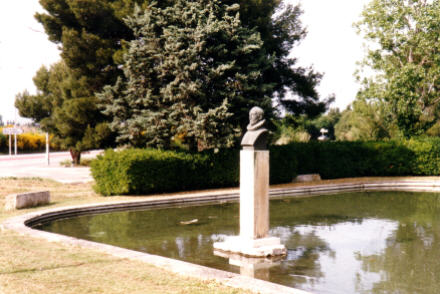
ラマノンにあるクラポンヌ運河の貯水池とアダン・ド・クラポンヌの胸像

クラポンヌ運河（くらぽんぬうんが、canal de Craponne）は、フランスにある灌漑用水路。16世紀の技師アダン・ド・クラポンヌによって建設された。クロー平野を肥沃にする上で大きく貢献した。現在のクロー平野には複数の運河が流れるが、その中では最古に属する。1554年に着工し、1581年に完成した。

## 概要

### 流れのコース
デュランス川（カドネに近い場所）から水が引かれ、東から西に流れる。ラマノンを過ぎた辺りで西へ流れ続けるものと南へ流れるものに分岐する。後者は小さな川に合流した上でベール湖に流れ込む。前者はクロー平野を肥沃にする上で大きく貢献するものであり、アルル付近でローヌ川に合流する（途中イストル近くで分流しベール湖に流れ込むものもあり、また、ほかにも細かな支流はいくつかある）。

### 長さ・流量
本流とみなされるローヌ川へ流れ込むルートの長さは約90kmである。総流量は毎秒24立方メートルだが、うち14立方メートルは灌漑に費やされるため、実際にローヌ川やベール湖に流れ込むのは残りの部分のみである（この流量は19世紀のデータである）。

### 影響
クラポンヌ運河によって肥沃になったのは15000ヘクタールに及ぶとの指摘もある。